# Laurent Cassegrain
Laurent Cassegrain (omgeving Chartres, ca. 1629 – Chaudon (Eure-et-Loir), 31 augustus 1693) was een katholiek priester. Op het laatst van zijn leven werkte hij als leraar natuurwetenschappen aan het Collège de Chartres, een Franse middelbare school. De Cassegraintelescoop is, zij het op destijds zwakke gronden, naar hem genoemd.

## Nieuwe spiegeltelescoop

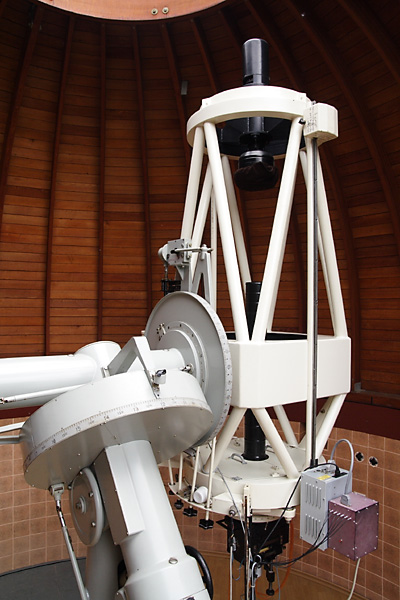
Cassegraintelescoop (0,6m-telescoop in Ostrowik bij Warschau)

In februari 1672 bracht Isaac Newton verslag uit aan Christiaan Huygens over zijn eerste uitvinding, de Newtontelescoop. Huygens publiceerde het meteen. Ook schreef Huygens aan Jean Gallois over deze uitvinding; deze brief is gepubliceerd in het Franse tijdschrift Journal des sçavans van 29 februari 1672. In Engeland verscheen Newtons uitvinding een maand later, in de Philosophical Transactions van 25 maart 1672. De Journal des Sçavans sloot af met de Recueil des mémoires et conférences concernant les arts et les sciences, gepubliceerd door Jean Baptiste Denis. De achtste van deze Mémoires, gepubliceerd op 25 april 1672, bevat een samenvatting van een brief van M. de Bercé, geschreven vanuit Chartres, waar hij als vertegenwoordiger van de Académie des Sciences fungeerde; wetenschappers in Chartres dienden hun manuscripten via hem in.
M. de Bercé schreef over een man genaamd Cassegrain, die hem een manuscript had gegeven waarin hij een nieuw ontwerp voor een spiegeltelescoop beschreef. Daarin was een convexe secundaire spiegel boven het midden van de concave hoofdspiegel opgehangen. Het licht ging vervolgens door een opening in de hoofdspiegel naar het oculair. Een eeuw later roemde Jesse Ramsden dit ontwerp, dat de sferische aberratie ophief. De meeste moderne telescopen zijn gebaseerd op het ontwerp van Cassegrain of afgeleiden ervan.
Een soortgelijk ontwerp was negen jaar eerder door James Gregory gepubliceerd in zijn Optica Promota (Oxford, 1663), maar Gregory gebruikte een concave secuncaire spiegel en heet niet geprobeerd een prototype te bouwen. Op 13 juni 1672 schreef Huygens over het ontwerp van Cassegrain en leverde er scherpe kritiek op. De reactie klonk in onze moderne oren extreem, maar misschien vond Huygens dat het ontwerp van Newton door dit alternatief in gevaar werd gebracht. Maar wat de motieven ook waren, de resulterende onenigheid had één blijvend effect: de naam van Cassegrain werd vergeten.

## Wie was Cassegrain?
Zijn enige publicatie was een verhandeling over de megafoon. Lange tijd was men genoodzaakt in verwijzingen naar hem te melden dat „zijn voornaam niet met zekerheid bekend was”. Zo staat hij in de Encyclopaedia Britannica (15e editie, 1974) slechts vermeld als Cassegrain, N. (hetgeen afkomstig schijnt te zijn uit Ferdinand Hoefers Nouvelle Biographie générale (Parijs, 1855)). Andere bronnen suggereerden dat „N.” voor „Nicolas” stond.
Sommige bronnen (zoals La grande encyclopédie, 9, 696) beweren dat hij Guillaume heette, een metaalgieter en beeldhouwer die genoemd wordt in de verslagen van de bouwwerkzaamheden van de Franse koning Lodewijk XIV tussen 1684 en 1686; ook wordt hij genoemd in een notariële acte van 1691 in Parijs.
Een andere naam die genoemd wordt, is Jacques, een arts waarvan in de Mémoires de l‘Académie des Sciences vermeld wordt dat hij in 1691 een stukje magneet had gevonden in de toren van de kathedraal van Chartres toen deze werd gerepareerd na een stormschade.
Er is een dictionaire die een derde naam noemt, Jean of Giovanni; hier worden zijn geboorte- en sterfjaar genoemd als 1625-1712. Deze data zijn echter nogal twijfelachtig, daar zij overeenkomen met die van de astronoom Giovanni Domenico Cassini, wiens vermelding er direct op volgt.
Na langdurig en nauwgezet onderzoek, onder andere naar ongepubliceerde manuscripten en de analyse van parochieregisters in plaatsen waar Cassegrain heeft gewoond (waaronder Chartres en Chaudon), werd de man ten slotte geïdentificeerd als de katholieke priester Laurent Cassegrain, geboren in de regio Chartres omstreeks 1629 en overleden in Chaudon (Eure-et-Loir) op 31 augustus 1693. Hij werkte als leraar en gaf les in de natuurwetenschappen aan het Collège de Chartres, een Frans lycée (middelbare school).

## Vernoeming
De maankrater Cassegrain is naar hem vernoemd, hoewel ten tijde van de vernoeming Cassegrains ware identiteit nog niet bekend was.